# Lāsma Kaunisteová
Lāsma Kaunisteová (rusky Ласма Хермановна Каунисте, Lasma Chermanovna Kauniste; * 19. dubna 1942 Riga, Ostland), rozená Avotiņová (rusky Авотиня, Avotinja), je bývalá sovětská rychlobruslařka.
Na mistrovství světa debutovala v roce 1966, kdy dokončila víceboj na sedmém místě. O rok později již získala stříbrnou medaili. Na Mistrovství světa ve víceboji 1968 byla čtvrtá, tentýž rok startovala také na zimní olympiádě, v závodě na 1000 m se umístila na 11. příčce, na patnáctistovce byla pátá, na tříkilometrové distanci dojela dvanáctá. V roce 1969 získala zlatou medaili na vícebojařském mistrovství světa, v roce 1970 byla pátá. Zúčastnila se premiérových ročníků Mistrovství Evropy (7. místo) a Mistrovství světa ve sprintu (10. místo). V následujících letech závodila pouze na domácích oválech, na světovém vícebojařském šampionátu se znovu objevila v roce 1973 (10. místo), stejně jako na Mistrovství Evropy (8. místo). Po sezóně 1974/1975 ukončila sportovní kariéru. Od roku 1997 startuje na veteránských závodech.